# Proctoporus oreades
Espèce
Synonymes
- Euspondylus oreades Chávez, Siu-Ting, Duran & Venegas, 2011

Proctoporus oreades est une espèce de sauriens de la famille des Gymnophthalmidae.

## Répartition
Cette espèce est endémique de la région de Pasco au Pérou. Elle se rencontre à Santa Barbara vers 3 439 m d'altitude.

## Description

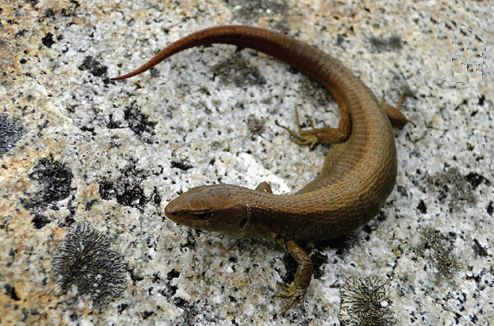
Proctoporus oreades ♀

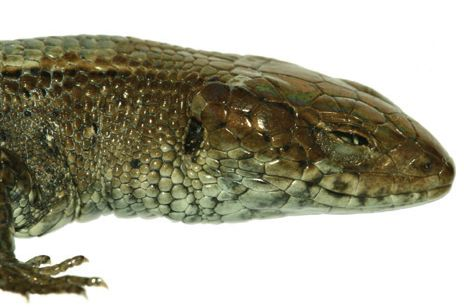
Tête de Proctoporus oreades

Le mâle holotype mesure 55,0 mm de longueur standard et 101,0 mm de queue.

## Étymologie
Cette espèce est nommée en l'honneur des Oréades.

## Publication originale
- Chávez, Siu-Ting, Duran & Venegas, 2011 : Two new species of Andean gymnophthalmid lizards of the genus Euspondylus (Reptilia, Squamata) from central and southern Peru. ZooKeys, no 109, p. 1–17 (texte intégral).